# Manuel Matias
Manuel Fernando Gonilho Matias (Ferreira do Alentejo, Alfundão, 30 de Março de 1962) é um antigo atleta português, especialista em corridas de fundo.
Passou a exercer a função de treinador da equipa Conforlimpa.
Foi o vencedor da Maratona de Paris em 1988 e da Maratona de Fukuoka de 1989.
Participou nos Jogos Olímpicos de 1996 em Atlanta na prova da maratona, terminando na 46ª posição com a marca de 2:20:58.